# Pionites melanocephalus
Pionites melanocephalus là một loài chim trong họ Psittacidae.